# Aktorka Rita Luna (obraz Francisca Goi)
Aktorka Rita Luna – obraz olejny hiszpańskiego malarza Francisca Goi przedstawiający popularną aktorkę teatralną Ritę Lunę. Należał do zbiorów Kimbell Art Museum, obecnie znajduje się w prywatnej kolekcji.

## Okoliczności powstania
Rita Luna (1770–1832) była sławną aktorką teatralną. Uważano ją za najlepszą w swoim czasie, wzbudzając zazdrość innych m.in. Maríi del Rosario Fernández, również sportretowanej przez Goyę.
Wycofała się z aktorstwa w 1806 roku, będąc u szczytu kariery. Możliwe, że przyczyną tej decyzji była śmierć lekarza, z którym była bardzo blisko związana, lub epizody depresji, na które cierpiała. Ostatnie lata spędziła w królewskiej rezydencji El Pardo, gdzie poświęciła się pracy charytatywnej. Zdaniem hrabiego de la Viñaza tam powstał jej ostatni portret o melancholijnym spojrzeniu, pędzla Goi. Według kuzyna Luny, aktorka miała zniszczyć wszystko, co wiązało ją z życiem scenicznym, w tym inny portret, który namalował jej Goya, gdy była u szczytu kariery. Na tym portrecie stała na tle pejzażu, ubrana na biało, wyniosła, z psem szczekającym u jej stóp. Podpis głosił: „Psy szczekają na księżyc, bo nie mogą go ugryźć” („luna” w jęz. hiszp. = księżyc).
Portret przedstawiający popiersie aktorki jest datowany na lata 1812–1818. W tym okresie, po zakończeniu wojny niepodległościowej i przywróceniu monarchii Burbonów, Goya jako nadworny malarz został wezwany do portretowania osób związanych z dworem Ferdynanda VII. Większość z tych dzieł została wykonana w wielkim stylu, dalece odmiennym od wizerunku Rity Luny. Goya prawdopodobnie zachował portret aktorki na własny użytek. Wskazuje na to jego niewielki format i nieco nietypowy, enigmatyczny charakter. Według José Gudiola nie jest to ostateczny portret, ale jego olejny szkic (co tłumaczy mały format), wykonany szybko w czasie jednej sesji około 1815 roku.
Hrabia de la Viñaza wspomina także o portrecie nieznanego mężczyzny, który Goya namalował na płótnie i umocował na drewnianym panelu z zamiarem dopasowania go do wizerunku Rity Luny. Powstały w ten sposób pendant również przedstawiał aktora, prawdopodobnie scenicznego partnera Rity Luny.

## Opis obrazu

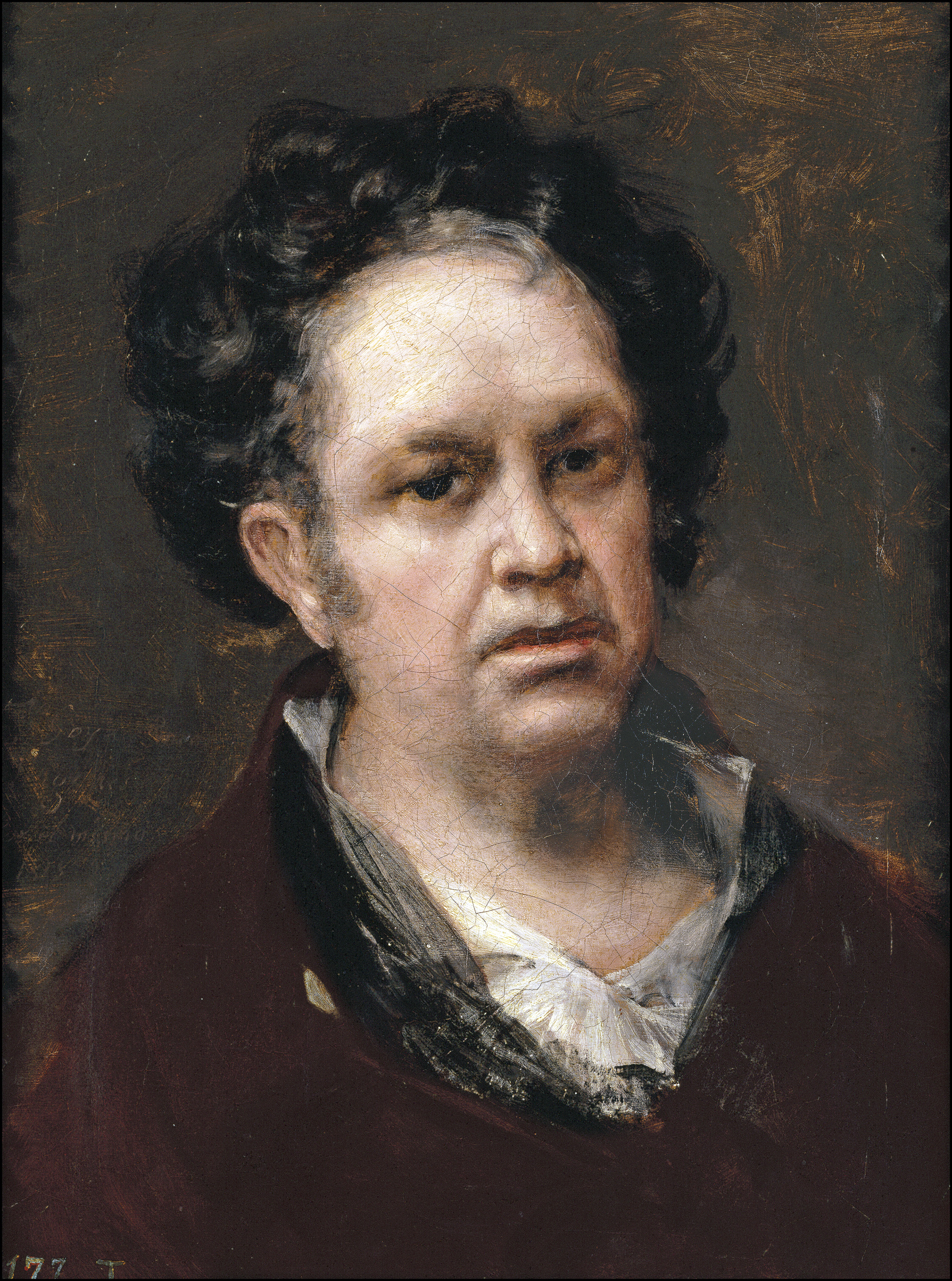
Autoportret w wieku sześćdziesięciu dziewięciu lat, Goya, 1815

Goya nie przedstawił tu słynnej aktorki w momencie chwały, sportretował ją, gdy była starsza, wycofała się z kariery teatralnej i prowadziła spokojne życie. Jest ukazana jako elegancka dama, starannie uczesana, nosi kolczyki i naszyjnik, okrywa się czarnym szalem. Ta kokieteria jest przyćmiona smutkiem w jej spojrzeniu. Dominuje jej przygnębiona i melancholijna twarz, wydaje się pogrążona we własnych myślach. Na obrazie panuje ujmująca atmosfera, która nadaje mu poetycki charakter. W palecie barw przeważają odcienie brązu i szarości.
Pod pewnymi względami portret aktorki jest zbliżony do Autoportretu w wieku sześćdziesięciu dziewięciu lat Goi. Oba obrazy mają niemal ten sam rozmiar oraz bezpośredni i nieformalny charakter. Przedstawiają starzejących się artystów, związaną z wiekiem ludzką słabość, temat, który Goya często podejmował w swoich dziełach.

## Proweniencja
W 1819 roku Goya nabył wiejską posiadłość poza Madrytem nazywaną Domem Głuchego. Mieszkał w niej i pracował przez kilka lat, aż do wyjazdu na emigrację do Francji. W 1823 roku, na kilka lat przed śmiercią, przekazał posiadłość swojemu wnukowi Marianowi. W 1859 roku Mariano znalazł kilka dzieł i dokumenty ukryte przez Goyę w zamurowanej szafce w Domu Głuchego. Według notatek na dokumentach malarz odłożył je w 1818 roku z niewiadomych przyczyn. Należały do nich: obraz olejny Aktorka Rita Luna, szkic sangwiną do Portretu księcia Wellingtona oraz ryciny Olbrzym, kopia Panien dworskich i inne o tematyce korridy. Mariano, który sukcesywnie wyprzedawał majątek dziadka na pokrycie swoich długów, zwrócił się do kolekcjonera Valentína Carderery. Napisał do niego list informujący o odkryciu z listą dzieł i cennikiem. Carderera kupił je wszystkie, następnie szybko sprzedał ryciny i rysunek, a portret aktorki zachował dla siebie. List Mariana do Carderery potwierdzający autentyczność dzieł znajduje się w Muzeum Brytyjskim.
Po śmierci Carderery portret Rity Luny został sprzedany w 1882 roku w Madrycie księżnej de Béjar. Później odziedziczyła go jej córka, hrabina de Oliva i wnuk hrabia de Oliva. Następnie nabyła go para kolekcjonerów i filantropów Kay i Velma Kimbell, którzy przekazali obraz do Kimbell Art Museum w Fort Worth. Od 1995 roku znajduje się w posiadaniu prywatnych kolekcjonerów (m.in. Stanleya Mossa), ostatnio sprzedany w 2019 roku w Sotheby’s.